# Arnold Denker
Pour les articles homonymes, voir Denker.
Arnold Denker (né le 20 février 1914 à New York, mort le 2 janvier 2005) est un joueur d'échecs américain.

## Biographie
Jeune boxeur prometteur, ce New Yorkais remporte le championnat scolaire d'échecs de New York 1929. Il devient champion des États-Unis entre 1944 et 1946. Il affronte lors d'un match radio États-Unis - URSS 1945 le futur champion du monde Russe Mikhaïl Botvinnik puis se rend à Moscou en 1946 pour le match revanche durant lequel il affronte Vassily Smyslov. Il perd les deux matchs 2-0.
Arnold Denker est désigné maître international dès 1950 à la création de ce titre par la Fédération internationale des échecs, puis grand maître international honoraire en 1981. Il rejoint le Hall of Fame du jeu d'échecs américain en 1992 et joue jusqu'en 2001. Il est le troisième joueur d'échecs américain de l'histoire à recevoir le titre de « Dean of American Chess » (2004). Il meurt le 2 janvier 2005 à 90 ans des suites d'un cancer du cerveau.